# Montevideo (Minnesota)
Montevideo – miasto w Stanach Zjednoczonych, w stanie Minnesota. Liczy 5 346 mieszkańców (2000).

## Współpraca
- Montevideo, Urugwaj